# 近藤悠三
近藤 悠三（こんどう ゆうぞう、1902年2月8日 - 1985年2月25日）は、日本の陶芸家。1977年に人間国宝に認定。本名は近藤雄三。染付の悠三で知られる。
陶芸家・近藤豊（1932年 - 1983年）は長男、陶芸家・近藤濶（ひろし）は次男、陶芸家・美術家の近藤高弘は孫にあたる。俳優の近藤正臣は親戚。幕末の尊攘運動家の近藤正慎は祖父。

## 略歴
京都市清水寺下出身。父・正平、母・千鶴の三男として生まれる。祖父である正慎は清水寺の寺侍であった。
1914年、京都市立陶磁器試験場付属伝習所轆轤科に入所。1917年に卒業後、同試験場で助手として勤務する。当時、河井寛次郎と濱田庄司が東京高等工業を卒業して技手として陶磁を研究しており、悠三は濱田から窯業科学などを学んだ。
1921年に陶磁器試験場を辞め、イギリスから帰国して大和に窯を構えた富本憲吉の助手として師事。素地や釉薬などの技法だけでなく、制作に対する心構えについても指導を受けている。
1924年京都に戻った後、関西美術院洋画研究所でデッサンや洋画の研究をする傍ら、清水新道石段下に窯を構え制作を始める。この頃は染付の他に、釉裏紅や象嵌等の技法も用いた作品を発表していた。
1926年、24歳で中島光子と結婚。
1928年の第9回帝展で初入選を果たし、以後13回連続で入選する。他、文展などで多くの作品を発表。1950年には第6回日展で審査員を務めた。1955年に日本工芸会に所属。1956年、「山水染付壺」が第3回日本伝統工芸展で日本伝統工芸会賞を受賞。
1956年には岐阜県多治見市にて志野焼の研究をしている。以降は染付の制作に専念した。つけたてとぼかしを基調とした筆遣いによって濃淡を表し、ザクロや梅などをモチーフとして絵画的な表現をなした。さらに1960年以降、呉須染付に併用して赤絵や金彩の技法を用いるようになり、さらに独特の作風を確立した。
日本工芸会常任理事、陶芸部会長を歴任。1953年、京都市立美術大学（現：京都市立芸術大学）陶磁器科助教授、1956年、同大学教授。1965年10月には学長に就任した。
1970年に紫綬褒章、1973年には勲三等瑞宝章受章、京都市文化功労者表彰。1974年京都府美術工芸功労者表彰。1977年4月25日、重要無形文化財「染付」の保持者（人間国宝）に認定された。1980年、紺綬褒章受章。1982年、京都市名誉市民。
1985年2月25日逝去。「自分は、し残したことがあるので、生まれ変わっても陶芸家として生まれてくる」と生前に語っていた。叙従四位。